# Большой Зерентуй
Большой Зерентуй (бур. Ехэ Зээрэнтэй) — село в Нерчинско-Заводском районе Забайкальского края России. Административный центр сельского поселения «Больше-Зерентуйское» (ранее — Большезерентуйский округ).

## География
Село находится у р. Большой Зерентуй, в 35 км на юго-запад от районного центра — села Нерчинский Завод.
Уличная сеть
Советский пер., Школьный пер., ул. Бамовская, ул. Больничная, ул. Ветеранов, ул. Дачная, ул. Забайкальская, ул. Заречная, ул. Козлова, ул. Кольцевая, ул. Лесная, ул. Луговая, ул. Набережная, ул. Нагорная, ул. Новая, ул. Поперечная, ул. Солнечная, ул. Строителей

## История
Большой Зерентуй образован на пути из Нерчинского Завода в Нерчинск и Сретенск (Московско-Сибирский тракт). Здесь находился полуэтап Нерчинской каторги.
Большой Зерентуй — казачий посёлок, его основатель казак Орлов. С 1851 столица пешего войска, в 1898—1918 — 4-го военного отделения Забайкальского казачьего войска.
В 1915 переименован в посёлок Орловский по фамилии основателя, после 1917 возвращено прежнее название
На 1917 год в населённом пункте функционировало двуклассное училище, оружейный склад, лечебный пункт, станичное и поселковое правление, торговые лавки, кредитное товарищество.
В мае 1919 года, во время гражданской войны в России, в Большом Зерентуе прошло сражение партизан с белыми: те окружили главные силы партизан в Большой Зерентуй. Партизаны прорвались из окружения, разбившись на несколько групп. В бою погиб красный казак К. Д. Козлов, командир 4-го кавалерийского партизанского полка.
В 1931 году организован колхоз имени Семёна Будённого. В 1951 году в соответствием с программой укрупнения колхозов в сельхозпредприятие был влит колхоз имени Василия Блюхера из соседнего села Поперечного Зерентуя . В 1960 — колхоз «Родина», с 1961 года — совхоз «Зерентуйский» (позже — СХК «Зерентуйский»).

## Население
| 2002 | 2010 | 2021 |
| ---- | ---- | ---- |
| 997  | ↘774 | ↘630 |

## Инфраструктура
Ранее действовал (ликвидация) СХК «Зерентуйский» мясо-молочного и зерноводческого направления.
Имеются средняя школа (Больше-Зерентуйская средняя общеобразовательная школа), администрация сельского поселения, детский сад «Белочка», сельский Дом культуры, филиал районной библиотеки, ФАП (Фельдшерский-акушерский пункт), отделение Почта России, функционируют 4 продовольственных магазина, кафе.

## Достопримечательности
Могила К. Д. Козлова, братская могила 8 красных партизан, казненных семеновцами.

## Транспорт
Большой Зерентуй исторически находится на одной из главных дорог Забайкалья (Московско-Сибирский тракт). В настоящее время через село проходит автомобильная дорога регионального и межмуниципального значения Р-429. в 2019 году проведен капитальный ремонт дороги, связанный с наложением нового асфальтового покрытия. В селе она является центральной и именуется улицей Козлова.